# St. Nikolaus (Wallersheim)

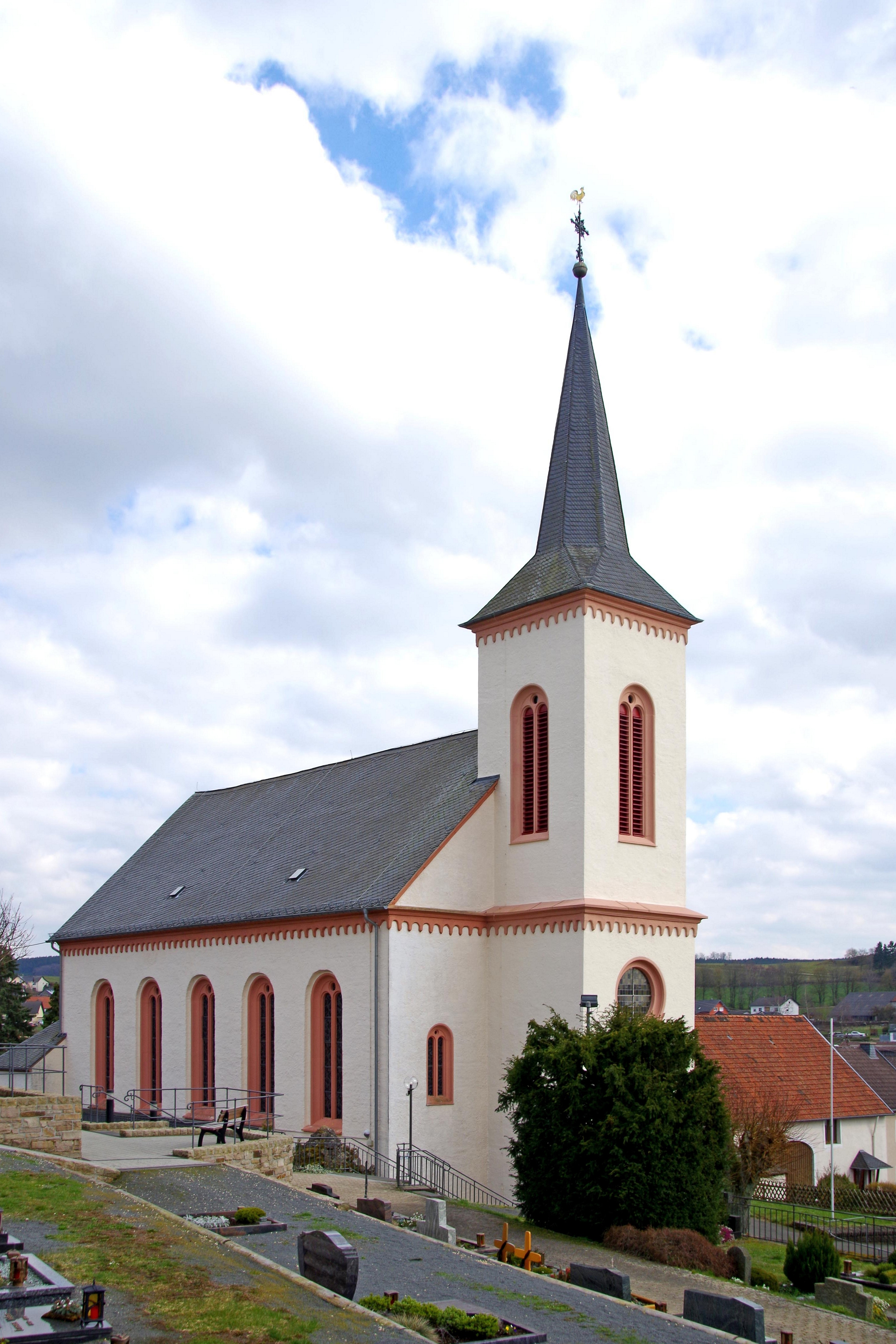
St. Nikolaus in Wallersheim

Die Kirche St. Nikolaus ist die römisch-katholische Pfarrkirche der Ortsgemeinde Wallersheim im Eifelkreis Bitburg-Prüm (Rheinland-Pfalz). Die Pfarrei Wallersheim gehört zur Pfarreiengemeinschaft Prüm im Dekanat St. Willibrord Westeifel im Bistum Trier.

## Geschichte
Nachdem 1836 eine frühere Kirche abgerissen werden musste, baute man von 1851 bis 1860 eine neue Kirche in Form eines klassizistisch geprägten Saalbaus (20 × 11 Meter) mit Glockenturm, die von Bischof Wilhelm Arnoldi eingeweiht wurde. Die heutige Orgel stammt aus dem Lehrerseminar in Prüm und wurde 1922 von der Orgelbaufirma Klais restauriert. Ein Nebenpatron der Kirche ist St. Barbara.

## Pfarrer ab 1905
- 1905–1909: von St. Lukas (Fleringen) verwaltet
- 1909–1919: Peter Steinbach
- 1920–1927: Nikolaus Kockler
- 1927–1931: von St. Peter und Paul (Büdesheim) verwaltet
- 1931–1941: Julius Glesius
- 1941–1950: Josef Löhr
- 1950–1960: Alois Schwarz
- 1960–1962: von Büdesheim verwaltet
- 1962–1998: Paul Kirsch (ab 1975 gleichzeitig Pfarrer in Büdesheim, 1995 Ehrenbürger in Wallersheim, † 2002)
- 1998–?: Klaus Zwirtes (gleichzeitig Pfarrer in Büdesheim)